# Bettlach (Haut-Rhin)
Pour les articles homonymes, voir Bettlach.
Bettlach est une commune française située dans la circonscription administrative du Haut-Rhin et, depuis le 1er janvier 2021, dans le territoire de la Collectivité européenne d'Alsace, en région Grand Est.
Cette commune se trouve dans la région historique et culturelle d'Alsace.
Ses habitants sont appelés les Bettlachois et les Bettlachoises.

## Géographie

### Localisation
Bettlach fait partie du canton et de l'arrondissement d'Altkirch, dans le Sundgau, entre les communes de Linsdorf et Folgensbourg. Le village est situé sur le versant oriental de la vallée de l'Ill sur un méplat légèrement surélevé dont la partie supérieure est boisée. Cette partie boisée est comprise entre 400 et 520 mètres d'altitude. Les habitants sont connus sous le nom de Bettlachois.
|          | Folgensbourg |                   |
| Linsdorf | Bettlach     | Hagenthal-le-Haut |
|          | Oltingue     | Liebenswiller     |

### Hydrographie
La commune est dans le bassin versant du Rhin au sein du bassin Rhin-Meuse. Elle est drainée par le Muesbach, le ruisseau Bettlachgraben et le ruisseau Wannergraben,,.

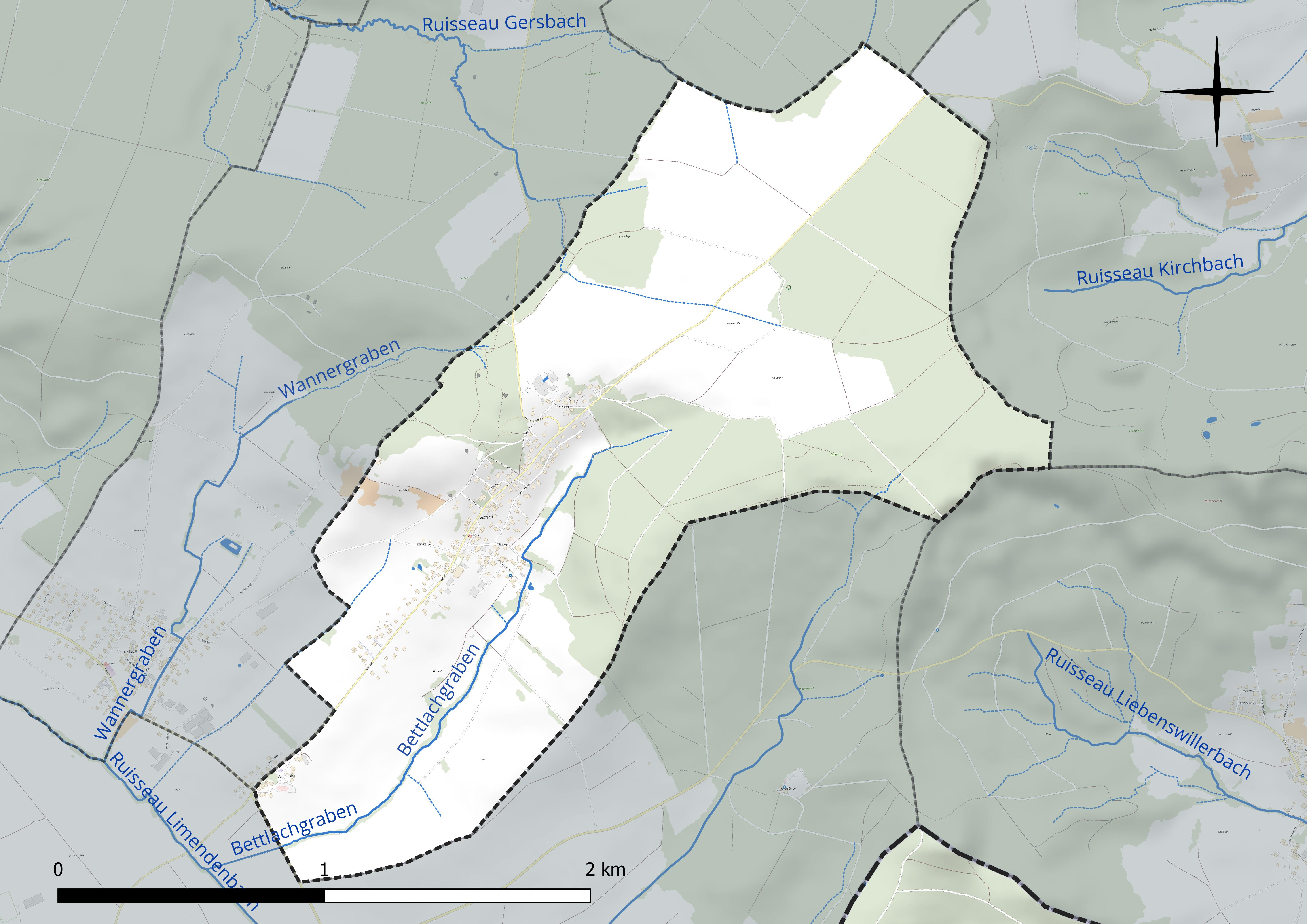
Réseau hydrographique de Bettlach.

### Climat
Pour des articles plus généraux, voir Climat du Grand Est et Climat du Haut-Rhin.
En 2010, le climat de la commune est de type climat de montagne, selon une étude du Centre national de la recherche scientifique s'appuyant sur une série de données couvrant la période 1971-2000. En 2020, Météo-France publie une typologie des climats de la France métropolitaine dans laquelle la commune est exposée à un climat de montagne ou de marges de montagne et est dans la région climatique  Alsace, caractérisée par une pluviométrie faible, particulièrement en automne et en hiver, un été chaud et bien ensoleillé, une humidité de l’air basse au printemps et en été, des vents faibles et des brouillards fréquents en automne (25 à 30 jours). 
Pour la période 1971-2000, la température annuelle moyenne est de 9,3 °C, avec une amplitude thermique annuelle de 17,1 °C. Le cumul annuel moyen de précipitations est de 836 mm, avec 9,7 jours de précipitations en janvier et 10,1 jours en juillet. Pour la période 1991-2020, la température moyenne annuelle observée sur la station météorologique de Météo-France la plus proche, « Bâle-Mulhouse », sur la commune de Saint-Louis à 14 km à vol d'oiseau, est de 11,1 °C et le cumul annuel moyen de précipitations est de 764,3 mm. 
La température maximale relevée sur cette station est de 39,1 °C, atteinte le 13 août 2003 ; la température minimale est de −23,5 °C, atteinte le 6 janvier 1985,,. 
Les paramètres climatiques de la commune ont été estimés pour le milieu du siècle (2041-2070) selon différents scénarios d'émission de gaz à effet de serre à partir des nouvelles projections climatiques de référence DRIAS-2020. Ils sont consultables sur un site dédié publié par Météo-France en novembre 2022.

## Urbanisme

### Typologie
Au 1er janvier 2024, Bettlach est catégorisée commune rurale à habitat dispersé, selon la nouvelle grille communale de densité à sept niveaux définie par l'Insee en 2022.
Elle est située hors unité urbaine. Par ailleurs la commune fait partie de l'aire d'attraction de Bâle - Saint-Louis (partie française), dont elle est une commune de la couronne,. Cette aire, qui regroupe 94 communes, est catégorisée dans les aires de 200 000 à moins de 700 000 habitants,.

### Occupation des sols
L'occupation des sols de la commune, telle qu'elle ressort de la base de données européenne d’occupation biophysique des sols Corine Land Cover (CLC), est marquée par l'importance des territoires agricoles (52,7 % en 2018), une proportion sensiblement équivalente à celle de 1990 (53,5 %). La répartition détaillée en 2018 est la suivante : 
terres arables (47,5 %), forêts (38,7 %), zones urbanisées (8,6 %), cultures permanentes (5,2 %). L'évolution de l’occupation des sols de la commune et de ses infrastructures peut être observée sur les différentes représentations cartographiques du territoire : la carte de Cassini (XVIIIe siècle), la carte d'état-major (1820-1866) et les cartes ou photos aériennes de l'IGN pour la période actuelle (1950 à aujourd'hui).

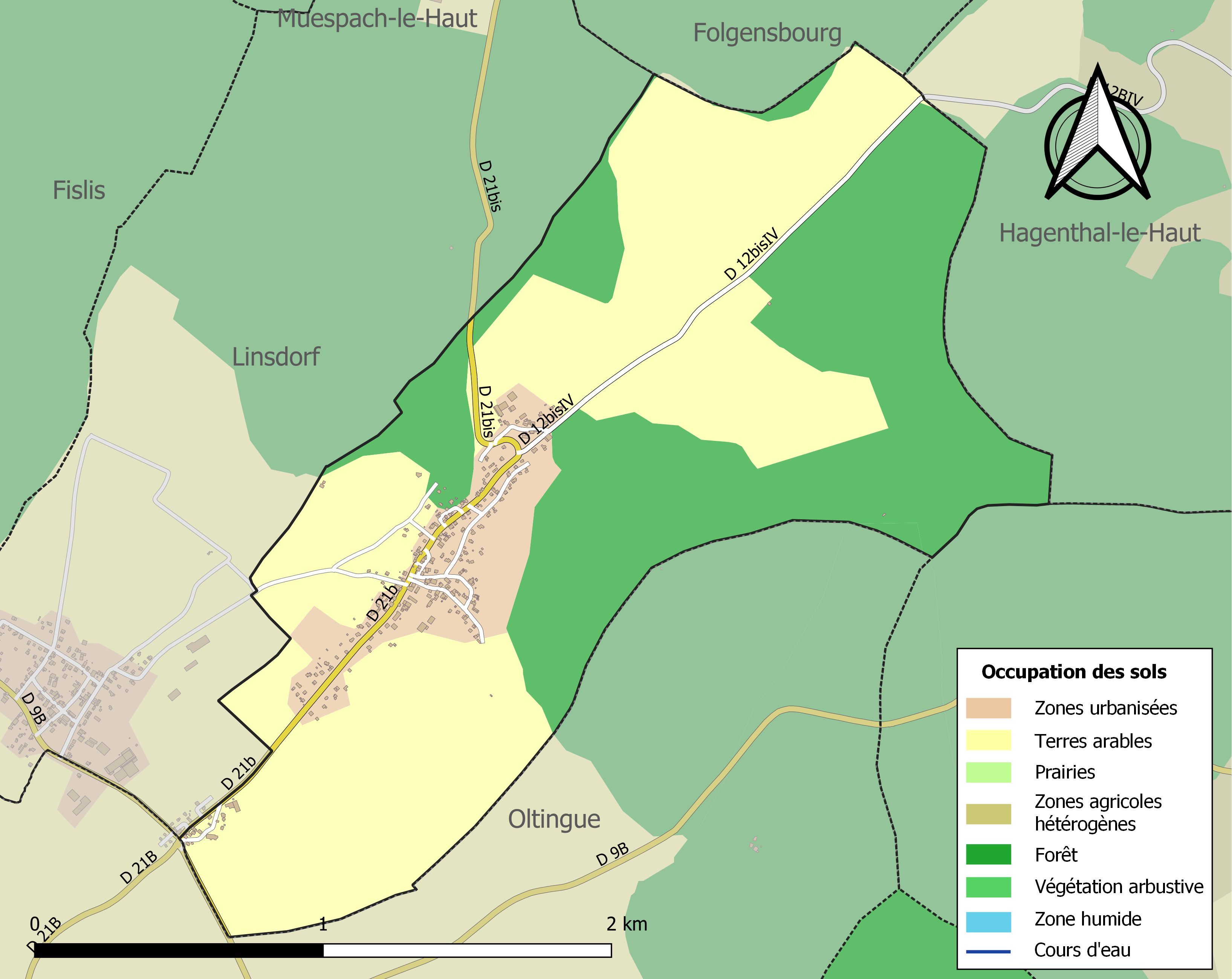
Carte des infrastructures et de l'occupation des sols de la commune en 2018 (CLC).

## Toponymie
Le nom du village provient de Bethelayca dérivé de l'anthroponyme Bettlus.

## Histoire
La localité était connue depuis la haute Antiquité comme un lieu de passage des troupes romaines. Une route romaine passait d'ailleurs à proximité du bourg où des vestiges gallo-romains ont été découverts. À proximité du cimetière, on a également mis au jour des sépultures mérovingiennes où se trouvaient des squelettes de grande taille, des glaives à poignée de bois couverte de métal, et plusieurs modèles de lances, des médailles et des monnaies gallo-romaines et carolingiennes en bronze et en argent, des boucles de ceinture, etc. Village autrefois connu sous le nom de Lilliskirch. Elle figurait encore sous ce nom, lors de la dernière invasion, sur les cartes géographiques des Russes et des Autrichiens. Saint-Blaise est situé en dehors du village, entre Linsdorf et Oltingue. Ce hameau est encore aujourd'hui un lieu de pèlerinage très fréquenté, qui d'après la tradition était un centre religieux faisant partie de Lilliskirch. Vers 1181, le village relève de la mairie de Bouxwiller et du comté de Ferrette, et de l'abbaye de Lucelle et des couvents bâlois de Klingenthal et de Saint-Alban qui sont propriétaires de terrains dans la commune.

## Politique et administration

### Découpage territorial
La commune de Bettlach est membre de la communauté de communes Sundgau, un établissement public de coopération intercommunale (EPCI) à fiscalité propre créé le 15 juin 2016 dont le siège est à Altkirch. Ce dernier est par ailleurs membre d'autres groupements intercommunaux.
Sur le plan administratif, elle est rattachée à l'arrondissement d'Altkirch, à la circonscription administrative de l'État du Haut-Rhin, en tant que circonscription administrative de l'État, et à la région Grand Est. 
Sur le plan électoral, elle dépendait jusqu'en 2020 du  canton d'Altkirch pour l'élection des conseillers départementaux au sein du conseil départemental du Haut-Rhin. Depuis le 1er janvier 2021, elle dépend du même canton pour l'élection des conseillers d'Alsace au sein de la collectivité européenne d'Alsace.

### Chronologie des maires
| Période                                  | Période  | Identité             | Étiquette | Qualité             |
| ---------------------------------------- | -------- | -------------------- | --------- | ------------------- |
| mars 2001                                | 2008     | Michel Wittig        |           |                     |
| mars 2008                                | 2014     | Adrien Schoeffel     |           | Exploitant agricole |
| mars 2014                                | mai 2020 | Christian Rey        |           |                     |
| mai 2020                                 | En cours | Anne-Marie Biancotti |           |                     |
| Les données manquantes sont à compléter. |          |                      |           |                     |

| Période                                  | Période  | Identité         | Étiquette | Qualité             |
| ---------------------------------------- | -------- | ---------------- | --------- | ------------------- |
| mars 2001                                | 2008     | Adrien Schoeffel |           | Exploitant agricole |
| mars 2008                                | en cours | Jean Pierre Rey  |           | Retraité            |
| Les données manquantes sont à compléter. |          |                  |           |                     |

## Population et société

### Démographie
L'évolution du nombre d'habitants est connue à travers les recensements de la population effectués dans la commune depuis 1793. Pour les communes de moins de 10 000 habitants, une enquête de recensement portant sur toute la population est réalisée tous les cinq ans, les populations de référence des années intermédiaires étant quant à elles estimées par interpolation ou extrapolation. Pour la commune, le premier recensement exhaustif entrant dans le cadre du nouveau dispositif a été réalisé en 2008.

En 2022, la commune comptait 303 habitants, en évolution de −2,26 % par rapport à 2016 (Haut-Rhin : +0,66 %, France hors Mayotte : +2,11 %).
| 1793 | 1800 | 1806 | 1821 | 1831 | 1836 | 1841 | 1846 | 1851 |
| ---- | ---- | ---- | ---- | ---- | ---- | ---- | ---- | ---- |
| 217  | 204  | 304  | 258  | 312  | 287  | 305  | 330  | 359  |

| 1856 | 1861 | 1866 | 1871 | 1875 | 1880 | 1885 | 1890 | 1895 |
| ---- | ---- | ---- | ---- | ---- | ---- | ---- | ---- | ---- |
| 340  | 338  | 340  | 325  | 293  | 261  | 252  | 253  | 255  |

| 1900 | 1905 | 1910 | 1921 | 1926 | 1931 | 1936 | 1946 | 1954 |
| ---- | ---- | ---- | ---- | ---- | ---- | ---- | ---- | ---- |
| 246  | 233  | 220  | 223  | 246  | 243  | 225  | 226  | 234  |

| 1962 | 1968 | 1975 | 1982 | 1990 | 1999 | 2006 | 2008 | 2013 |
| ---- | ---- | ---- | ---- | ---- | ---- | ---- | ---- | ---- |
| 210  | 194  | 223  | 233  | 247  | 288  | 321  | 331  | 315  |

| 2018 | 2022 | - | - | - | - | - | - | - |
| ---- | ---- | - | - | - | - | - | - | - |
| 313  | 303  | - | - | - | - | - | - | - |

## Culture locale et patrimoine

### Lieux et monuments

L'église Saint-Blaise
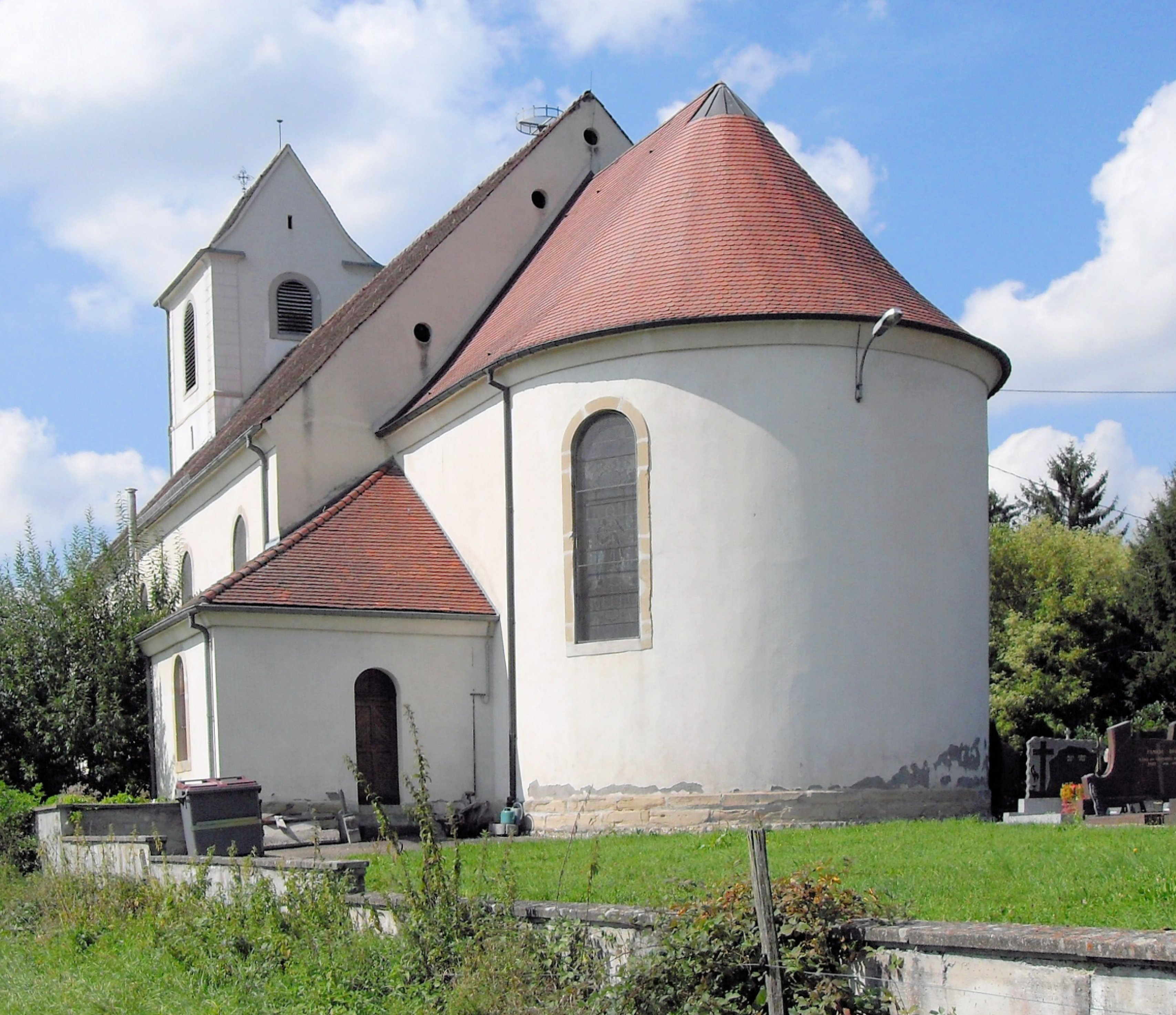
Côté sud-est.
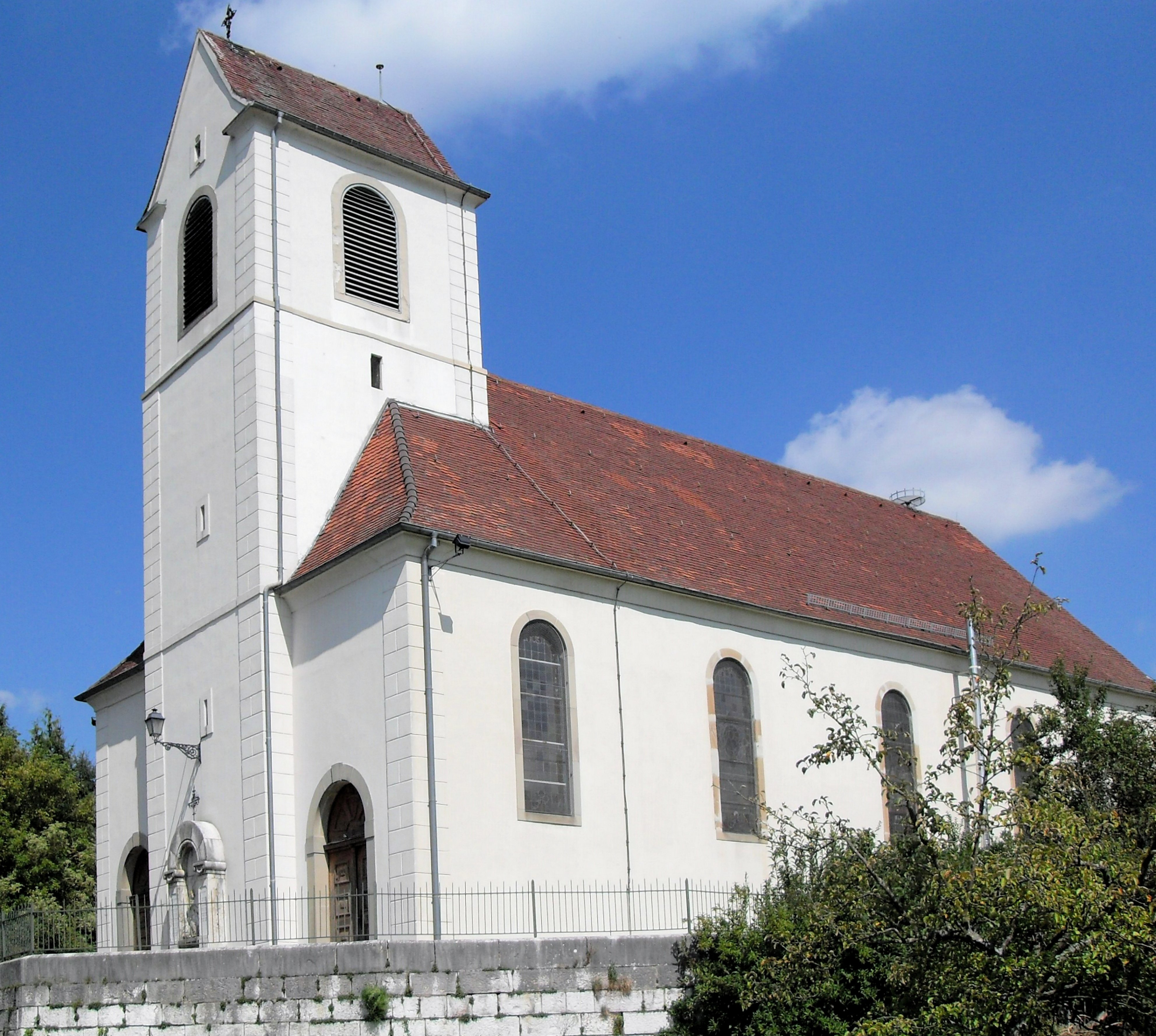
Côté sud-ouest.

### Héraldique
| Blason de Bettlach | Les armes de Bettlach se blasonnent ainsi : « D'argent à la bisse ondoyante de sable posée en bande, languée de gueules. » |